# Odmar Amaral Gurgel
Odmar Amaral Gurgel (Salto, 12 de fevereiro de 1909 — Mogi das Cruzes, 1992) foi um maestro, arranjador, compositor e pianista brasileiro. O nome artístico Gaó, foi inspirado com as iniciais do seu nome ao contrário. Trabalhou como diretor artístico na gravadora Columbia. Com a sua Orquestra Colbaz, Gaó foi o primeiro a gravar a música "Tico-tico no Fubá", composta por Zequinha de Abreu. Ingressou na Rádio Educadora Paulista em 1926, dando início a sua carreira radiofônica.